# YF-20
YF-20은 중국의 추력 80톤 로켓 엔진이다.

## 역사
N2O4 산화제와 UDMH 연료를 사용하는 가스발생기 사이클 엔진이다.
펑바오 1호, 창정 2C, 창정 2D, 창정 2E, 창정 3, 창정 3A, 창정 3B, 창정 4A의 1단 엔진으로 사용중이다.
1972년 8월 10일, 펑바오 1호를 발사했다. 누리호에서 3단을 제거한 모양새이다. 즉 1단에 YF-20 엔진 4개를 묶고, 2단에 1개를 사용했다. 2018년에도 중국의 주력인 DF-5 ICBM을 우주로켓으로 개량한 것이 펑바오 1호이다. 따라서, YF-20은 현재 사용중인 중국 ICBM의 1단 엔진이다.

## 북한
2017년 북한은 N2O4 산화제와 UDMH 연료를 가스발생기 사이클의 추력 80톤 엔진을 개발했다. 백두엔진이라고 부른다. 화성 14호와 화성 15호의 1단 엔진이다.